# ジョージ・ケイリー

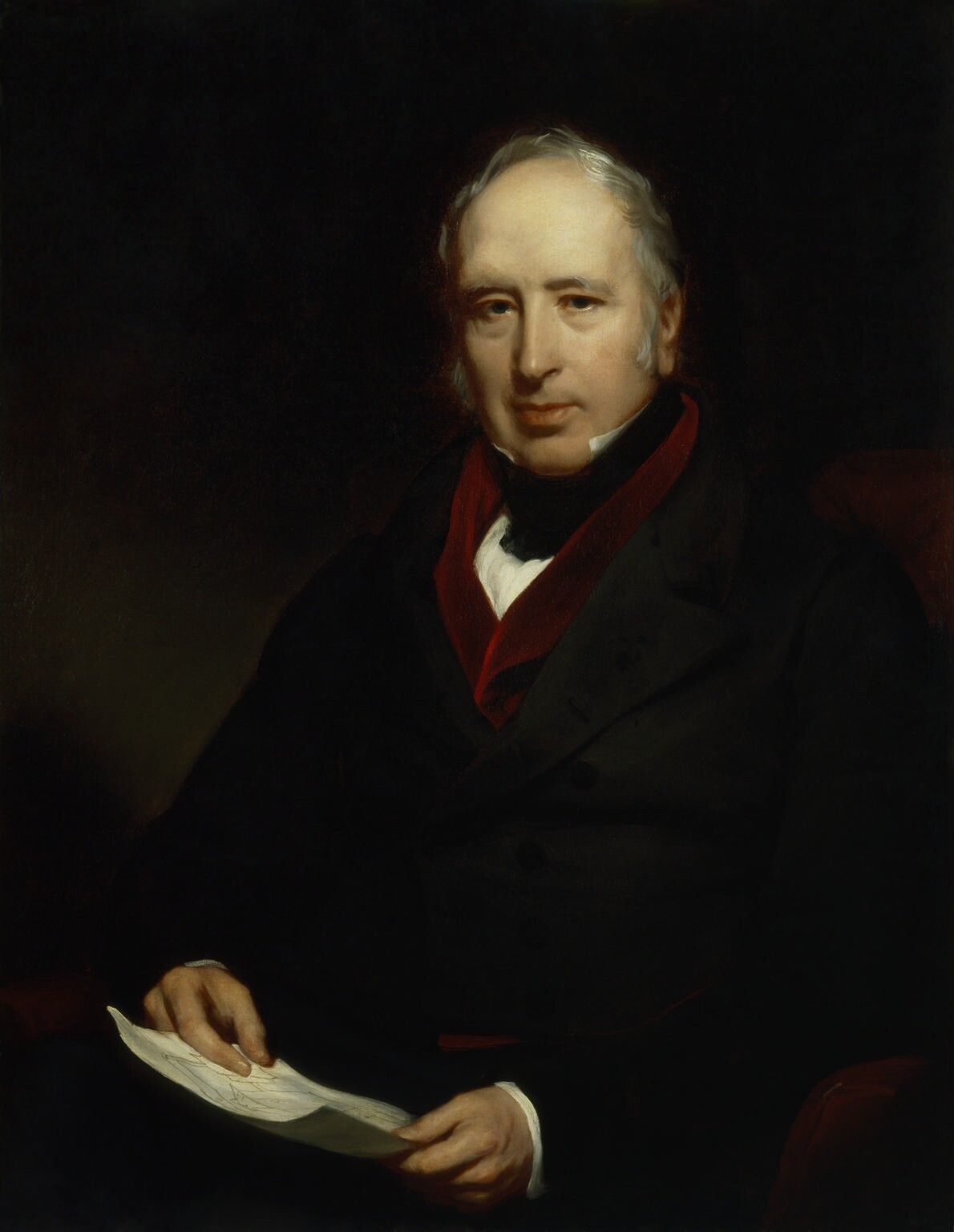
サー・ジョージ・ケイリー(肖像画)

第6代準男爵サー・ジョージ・ケイリー（英語: Sir George Cayley, 6th Baronet、1773年12月27日 - 1857年12月15日）は、イギリスの工学者で、「航空学の父」とも称される航空の先駆者である。航空工学の初期の研究を行なうとともに、グライダー模型・有人のグライダーを製作した。固定翼機のほかに回転翼機も着想し、模型を製作した。表記はケーリー、ケーレーなどとも。
19歳で家を継いだケイリーは動力飛行実現の半世紀以上前に航空の研究を行なった。翼の揚力を計測する装置を作り実験を行なった。1809年から1810年に空中航行に関する論文を発表している。1804年には、手投げのグライダーではあるが固定翼機の原理をおさえた模型を製作している。その後飛行船用の蒸気エンジンなどの研究を行なっていたが、1843年のウィリアム・ヘンソンの蒸気飛行機計画の騒ぎから、再び機体の研究を行なうようになった。1849年に三葉のグライダーを製作。十歳の少年を乗せての滑空に成功した。1853年には単葉のグライダーを製作し、ケイリーの御者の操縦で100m以上の飛行に成功した。パイロットが「自分は飛ぶために雇われたのではない」といった話は有名な逸話である（信憑性については後述）。
ケイリーはヨークシャーのスカボロー選挙区から出馬して1832年から35年までホイッグ党の国会議員を務め、王立科学技術会館（Royal Polytechnic Institution 、現在のウェストミンスター大学）の創立に関わった。英国科学振興協会（British Association for the Advancement of Science ）の創立会員でもある。数学者アーサー・ケイリーとは遠縁の親戚である。

## 各種の発明
ケイリーはヨークシャー州スカボローに近いブロンプトン＝バイ＝ソードン（Brompton-by-Sawdon ）の出身で、5代目準男爵であった父の死により、ブロンプトン邸宅（Brompton Hall ）と地所を相続した。当時の楽天主義の流れに乗り、彼は広範にして多様な工学のプロジェクトに従事した。例として一部を挙げると彼は自動復元救難艇、テンション・スポーク、“ユニヴァーサル・レイルウェイ”（彼の独自の言い方で、今風に言えばキャタピラ付きトラクター）、踏切の自動信号機、シートベルト、小型ヘリコプター模型、火薬で動く一種の実験的な内燃機関などを開発している。またケイリーは義肢、熱気エンジン、電気、劇場の建設、弾道学、光学、土地の埋め立ての分野にも貢献している。

## 飛行機械

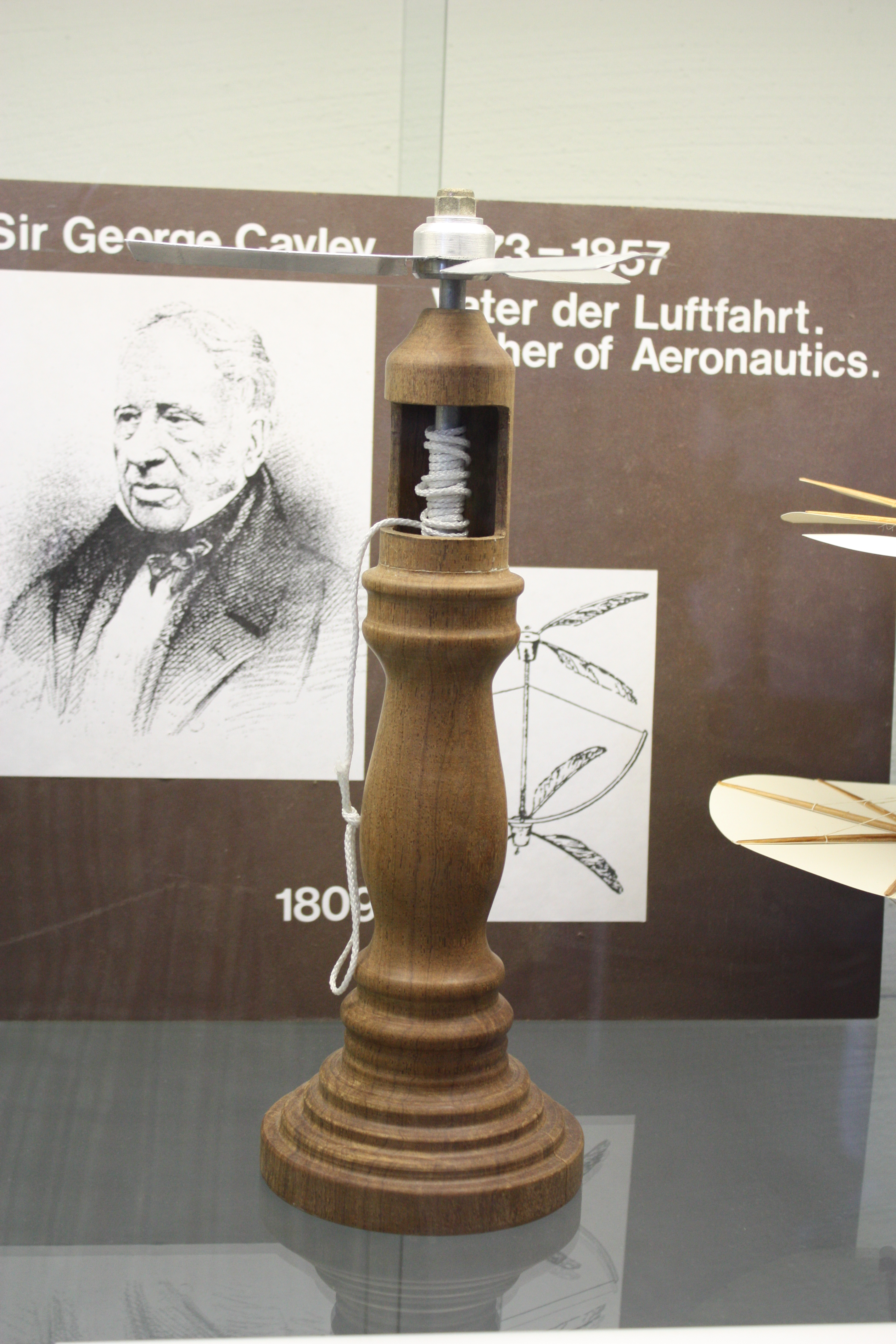

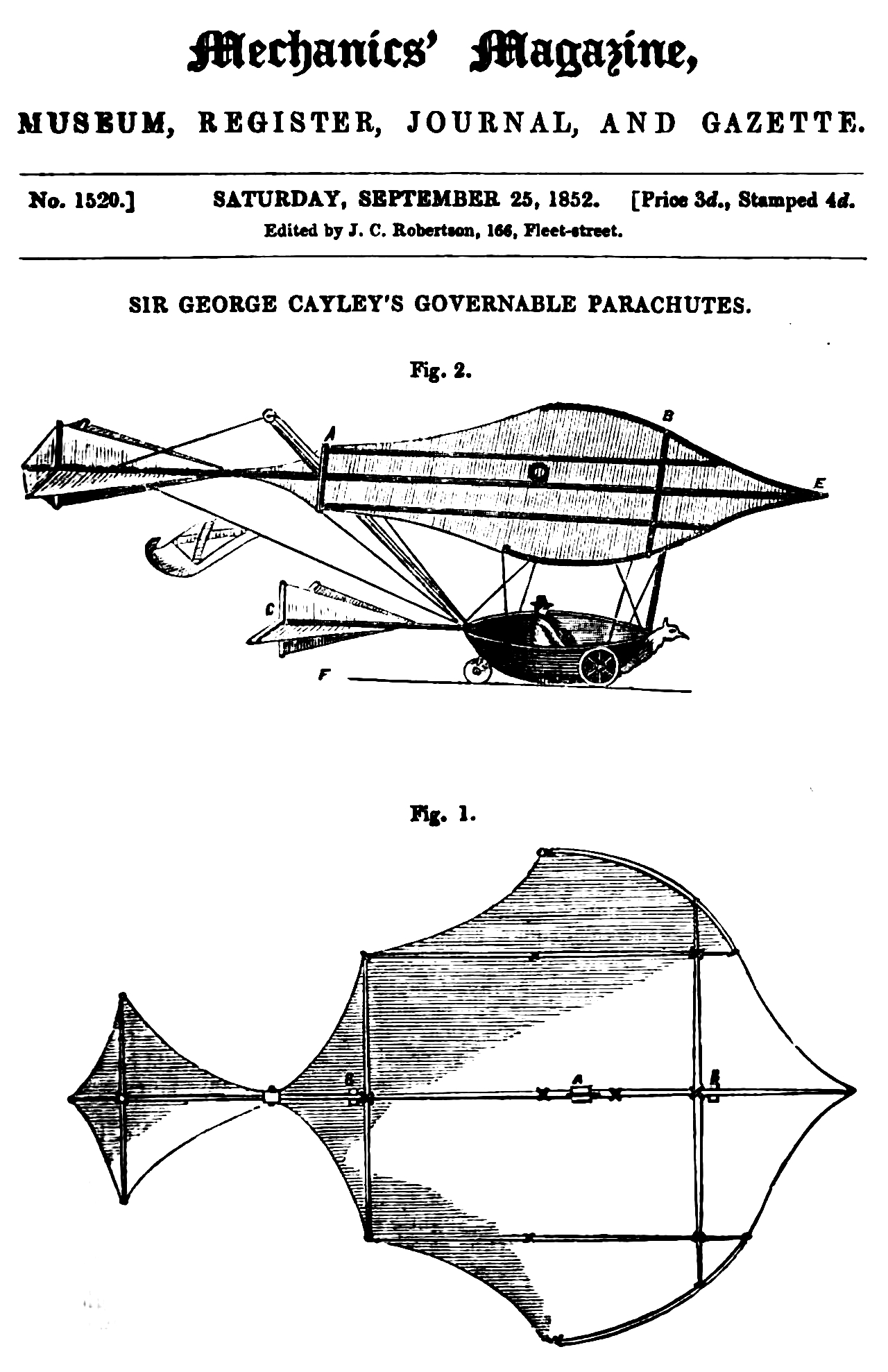
1853年の単葉グライダー

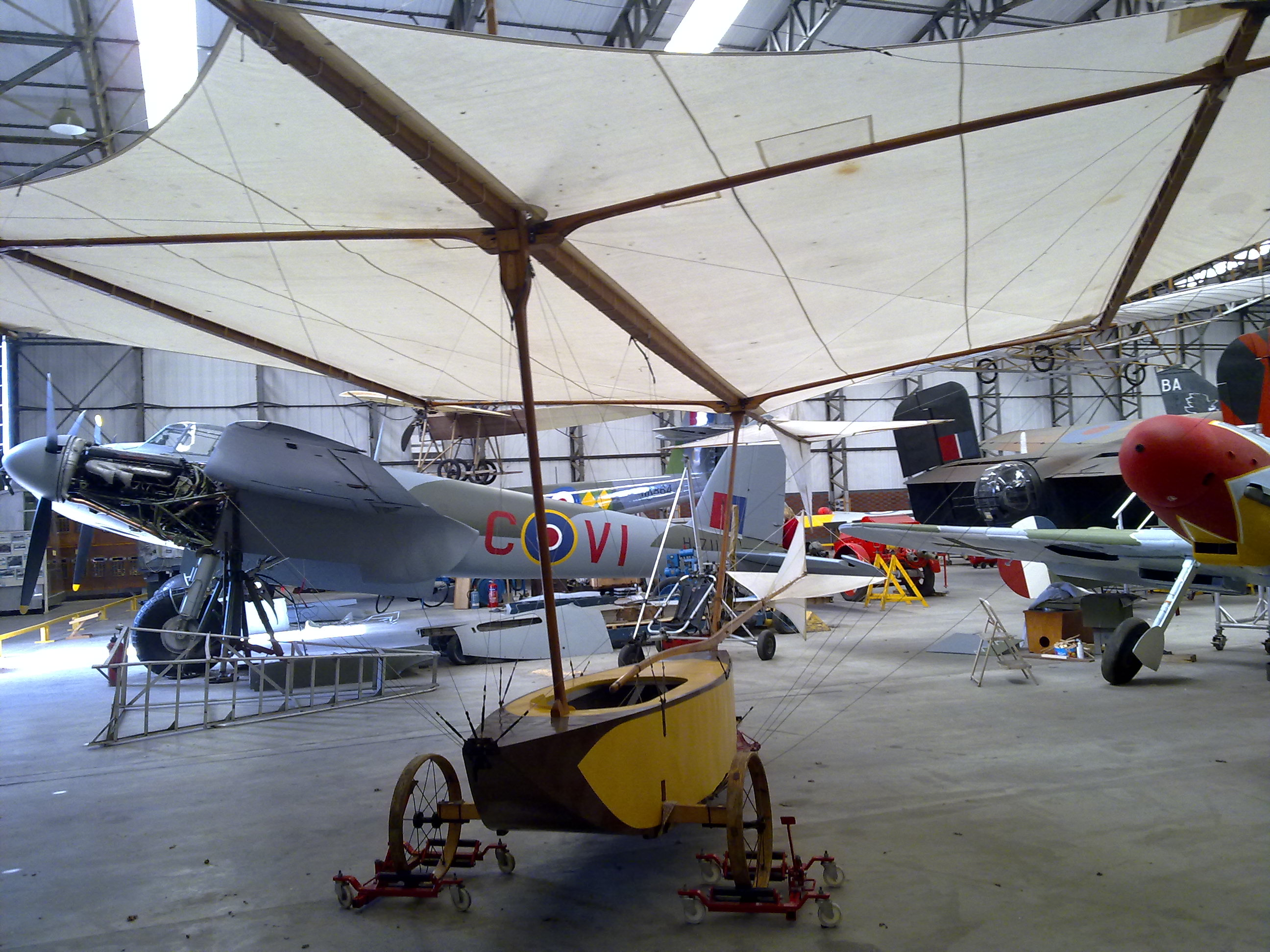
ヨークシャー航空博物館のレプリカ

ケイリー卿は今日では有人グライダーの実験など、航空における先駆的な研究で記憶されている。彼は3部からなる歴史的著作"On Aerial Navigation" (1809-1810) （空中航行について）を書き、ニコルスンの"Journal of Natural Philosophy, Chemistry and the Arts"に発表した。従来は、ケイリーが固定翼の着想を得たのは有名な「銀製メダルのスケッチ」を根拠に1799年だとされていたが、2007年、王立航空学会のロンドン図書館からケイリーの学生時代のノートが発見され、そこにあった複数のスケッチからケイリーが学生時代から飛行理論に関する考えを温めていたことが明らかになった。これらの絵を根拠に、ケイリーが1792年ごろには傾いた固定翼面による揚力の発生という概念を持っていた、との主張もある。空気中を運動する物体に働く抗力と、その速度および迎角との関係を知るため、彼はその後"whirling-arm apparatus"（回転腕装置）を作っている。ケイリーはまたブロンプトン邸宅の吹き抜けで様々な形状の回転翼を試験している。これらの科学的実験により、ケイリーはキャンバーのついた能率的な翼型を作り出し、そして航空機に働く4つの力（ベクトル）を認識するに至った。4つの力とは推力、揚力、抗力、重力である。彼はロール方向の安定性を保つためには上反角が重要であることも発見し、熟考の末、多くの模型の重心を翼の下に置いた。これらの力学的考察はハング・グライダーの発達に影響を与えた。それ以外にも飛行の様々な理論面を研究し、今日ではケイリーは最初の航空工学者だと認められている。
1804年までには現代の飛行機と同様のグライダー模型を作った。大きな単葉の翼面が機体の前部にあり、小さな水平・垂直尾翼が機体後部にあった。1849年以前のある年に、ケイリーは「ひれ」で推進される三翼機を設計・製作し、10歳の少年（名前や素性は不明）を載せて飛ばした。後年、孫のジョージ・ジョン・ケイリーと住み込みの技術者トーマス・ヴィック（Thomas Vick ）の手を借り、彼は大型のグライダー（これも恐らくは「ひれ」を備えていた）を開発し、1853年にブロンプトン谷（Brompton Dale ）を越えて飛ばしている。これの搭乗者、すなわち世界初の成人の飛行士は、ケイリーの御者か召使、もしくは執事だと言われている。ギブズ＝スミスは、それをケイリーの使用人ジョン・アプルビイ（John Appleby ）という者だとしているが決定的な証拠はない。1855年の『ブリタニカ百科事典』第8版の9巻に曖昧な記述があるが、これが同時代の報告としては最たるもので、当時の権威がケイリーをどう捉えていたかを知ることができる。リチャード・ディー（Richard Dee ）によるケイリーの伝記"The man who discovered flight: George Cayley and the first airplane"(2007) は、最初のパイロットはケイリーの孫ジョージ・ジョン・ケイリー（1826年-1878年）だと主張している。
1853年の機体のレプリカがデレク・ピゴット（Derek Piggott ）によって作られ、かつて実験の行なわれたブロンプトン谷で1974年および1980年代中期に飛ばされた。このグライダーは現在ではヨークシャー航空博物館（Yorkshire Air Museum ）に展示されている。また、別のレプリカが2003年に同地で飛行した（パイロットはアラン・マクホワーターとリチャード・ブランソンであった）。

## 訳注
1. ↑  Hot air engine - スターリング機関など熱による空気の体積変化を利用する外燃機関の総称。
2. ↑  このスケッチはCayley's glidersなどで見ることができる。
3. ↑  C・H・ギブズ＝スミス（Gibbs-Smith） - 『ライト兄弟と初期の飛行』の訳書あり。